# Pseudochirella lobata
Pseudochirella lobata är en kräftdjursart som först beskrevs av Georg Ossian Sars 1907.  Pseudochirella lobata ingår i släktet Pseudochirella och familjen Aetideidae. Inga underarter finns listade i Catalogue of Life.